# Werner Kempf (General)

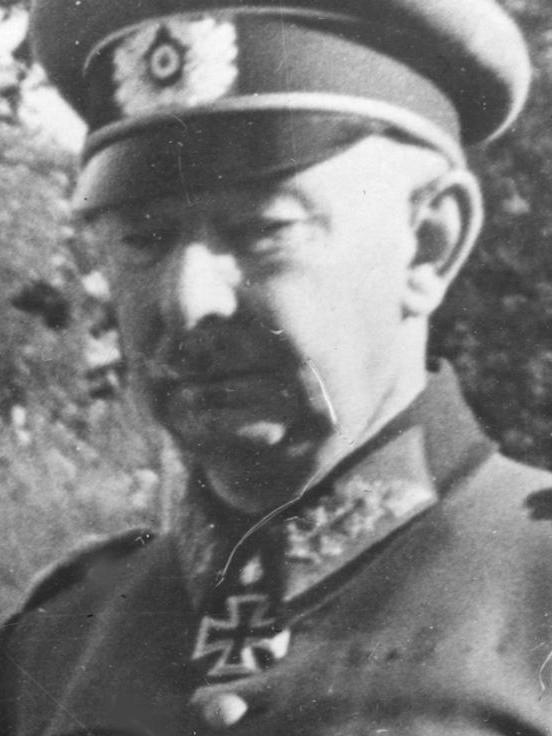
Werner Kempf bei einer Inspektion einer Einheit an der Ostfront, Polen, Juni 1943

Werner Kempf (* 9. März 1886 in Königsberg; † 6. Januar 1964 in Bad Harzburg) war ein deutscher General der Panzertruppe im Zweiten Weltkrieg.

## Leben

### Kaiserreich
Kempf wurde als Sohn eines preußischen Oberstleutnants geboren. Er absolvierte von 1897 bis 1905 seine schulische und vormilitärische Ausbildung im preußischen Kadettenkorps in Karlsruhe, Oranienstein und der Hauptkadettenanstalt in Groß-Lichterfelde.
Am 14. März 1905 trat er als Fähnrich in das 6. Westpreußische Infanterie-Regiment Nr. 149 in Schneidemühl ein. Dort erfolgte am 18. August 1906 seine Ernennung zum Leutnant sowie am 1. Oktober 1912 die Versetzung zum II. Seebataillon unter Major Paul von Lettow-Vorbeck nach Wilhelmshaven. Vom 1. April 1913 bis 31. März 1914 wurde Kempf als Ausbilder der Seekadetten auf den Großen Kreuzer Vineta kommandiert. Während seines Bordkommandos nahm er an der Auslandsreise der Vineta nach Südamerika und in die Karibik teil. Hier befehligte er einen Monat das Landungskorps des Kreuzers in Haiti, das während der bürgerkriegsähnlichen Unruhen in der Inselrepublik deutsche Interessen schützen und vertreten sollte. Nach dem Ende der Reise kehrte Kempf als Bataillonsadjutant zum II. Seebataillon zurück.
Mit Ausbruch des Ersten Weltkriegs kam Kempf mit dem Marinekorps Flandern an der Westfront zum Einsatz, wurde als Regiments-Adjutant im 2. Marine-Infanterie-Regiment verwendet und am 28. November 1914 zum Oberleutnant sowie am 27. Januar 1916 zum Hauptmann befördert. Nach der Generalstabsausbildung bei der 21. Infanterie-Division und im AOK Armeeabteilung B war Kempf ab Anfang 1918 im Generalstab des Marinekorps als Zweiter Generalstabsoffizier der 3. Marine-Brigade tätig.

### Weimarer Republik
Nach Kriegsende war Kempf zunächst 2. Generalstabsoffizier der 2. Garde-Division des Schlesischen Grenzschutzes, bevor er sich, ebenfalls als Generalstabsoffizier, am 1. Oktober 1919 der Marine-Brigade Ehrhardt anschloss. Nach ihrer Teilnahme am Kapp-Putsch im März 1920 wurde die Marinebrigade aufgelöst. Kempf wurde in die Reichswehr der Weimarer Republik übernommen. Er erhielt dort eine Verwendung als Kompaniechef im 4. (Preußisches) Infanterie-Regiment in Stargard und wurde in seiner alten Garnisonstadt Schneidemühl stationiert. Von 1922 bis 1926 erfolgte seine Verwendung als Generalstabsoffizier beim Infanterieführer II in Schwerin, danach bei der 1. Preußischen Sanitätsabteilung in Königsberg (Ostpreußen) und bei der 2. Kompanie der 1. (Preußischen) Kraftfahrabteilung in Allenstein. Nach seiner Beförderung zum Major am 1. Februar 1929 wurde Kempf als Erster Generalstabsoffizier nach Berlin ins Reichswehrministerium zur Inspektion der Verkehrstruppen versetzt. 1932 erhielt er das Kommando über die 7. (Bayerische) Kraftfahrabteilung in München.

### Zeit des Nationalsozialismus

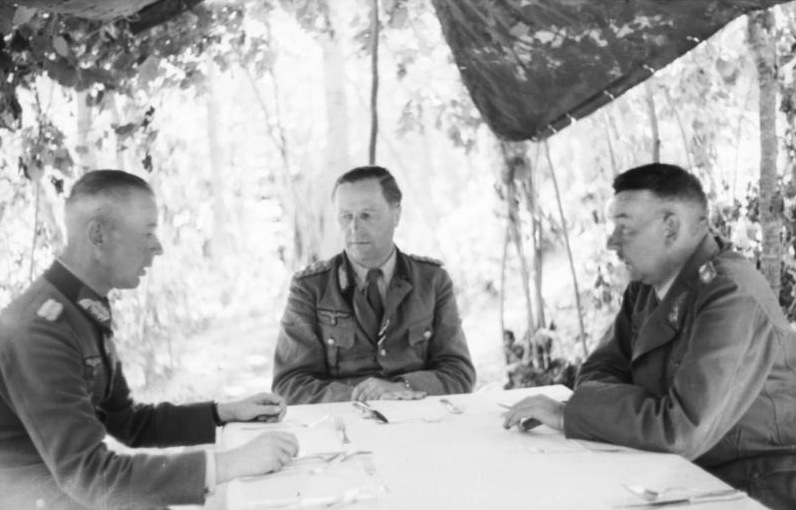
Hermann Breith (Mitte) im Gespräch mit General der Panzertruppe Werner Kempf (rechts) sowie Generalleutnant Walter Chales de Beaulieu (links) während des Unternehmens Zitadelle bei Kursk am 21. Juni 1943

Nach dem Machtantritt der Nationalsozialisten erklomm Werner Kempf rasch die militärische Karriereleiter. Am 1. Mai 1933 wurde er zum Oberstleutnant befördert und war ab 1. Juli 1934 Chef des Stabes der Inspektion der Heeresmotorisierung. 1935 zum Oberst befördert, wurde er ab dem 1. Juni 1936 Inspekteur der Heeresmotorisierung im Reichskriegsministerium. Am 1. Oktober 1937 übernahm er als Kommandeur die neu aufgestellte 4. Panzer-Brigade in Stuttgart. Die Beförderung zum Generalmajor erfolgt am 18. Januar 1939.
Beim Angriffskrieg gegen Polen war er Kommandeur der neugebildeten Panzer-Division Kempf (Panzerverband Ostpreußen) in der 3. Armee unter General der Artillerie Georg von Küchler. Als Divisionskommandeur nahm er am 28. September 1939 die Kapitulation des stark umkämpften Forts Zakroczym der Festung Modlin entgegen. Nach dem Ende der Kämpfe in Polen wurde Kempfs Division nach Ostpreußen zurückgeführt und er wurde am 12. Oktober 1939 Kommandeur der 1. leichten Division, wenig später umbenannt in 6. Panzer-Division, mit der er am Westfeldzug teilnahm. Am 3. Juni 1940 wurde Kempf das Ritterkreuz des Eisernen Kreuzes verliehen und am 1. August 1940 erfolgte die Beförderung zum Generalleutnant.
Im Januar 1941 wurde Kempf mit der Aufstellung des Generalkommandos XXXXVIII. Armeekorps (mot.) beauftragt und am 1. April mit der Beförderung zum General der Panzertruppe Kommandierender General des Korps. Mit diesem nahm er am 22. Juni 1941 im Rahmen der Panzergruppe 1 der Heeresgruppe Süd am Angriff auf die Sowjetunion teil, wobei es nach der Teilnahme an den Kesselschlachten bei Uman und Kiew in die Gegend um Kursk vorrückte. Während der Sommeroffensive 1942 war es der 4. Panzerarmee unterstellt, eroberte Woronesch und drang über den Don bis Stalingrad vor, dessen südliche Vororte und Bezirke seine Verbände im August 1942 erreichten und besetzten. Am 10. August 1942 wurde Kempf als 111. Angehörigen der Wehrmacht das Eichenlaub zum Ritterkreuz des Eisernen Kreuzes verliehen.
Ende September 1942 wurde Kempf – noch im Vorfeld der eigentlichen Schlacht von Stalingrad – in die Führerreserve versetzt.
Am 18. Januar 1943 erhielt Kempf ein neues Kommando. Er wurde Leiter des ersten Lehrgangs für Divisionsführer und ab dem 15. Februar 1943 Befehlshaber der Armeeabteilung Kempf, die aus verschiedenen Panzer- und Infanterieverbänden der Wehrmacht bestand. Ihm gelang im März 1943 in der dritten Schlacht um Charkow zusammen mit Verbänden der Waffen-SS die vorübergehende Rückeroberung der Stadt.
Vom 5. bis zum 13. Juli 1943 nahm er mit seiner Armeeabteilung, die der Heeresgruppe Süd unterstand, am Unternehmen Zitadelle teil. Kempf wurde für das Scheitern der deutschen Offensive und den erneuten Verlust Charkows mitverantwortlich gemacht und am 18. August 1943 als Befehlshaber der Armeeabteilung abgelöst.
Die folgenden Monate verblieb Kempf erneut ohne Kommando in der Führerreserve. Im Frühjahr 1944 wurde er zum Befehlshaber des Feldkommandos II und ab 1. Mai 1944 zum Wehrmachtbefehlshaber Ostland (Reichskommissariat Ostland) mit Sitz in Riga ernannt. Aber bereits am 10. August 1944 wurden die Stäbe von Kempf und Generalleutnant Theodor Scherer vom neuen Oberbefehlshaber der Heeresgruppe Nord, Generaloberst Ferdinand Schörner, aufgelöst. Kempf wurde erneut in die Führerreserve versetzt. Kurz vor Kriegsende, im März 1945, wurde er im Auftrag des OKW „Sonderbeauftragter des Oberbefehlshabers West“ und geriet Mitte April 1945 im Ruhrkessel in amerikanische Kriegsgefangenschaft.

### Nachkriegszeit
Bereits 1947 wurde Werner Kempf von den Vereinigten Staaten aus der Gefangenschaft entlassen. Er zog nach Bad Harzburg, wo er bis zu seinem Tod im 78. Lebensjahr lebte.

## Auszeichnungen
- Eisernes Kreuz (1914) II. und I. Klasse[1]
- Bayerischer Militärverdienstorden IV. Klasse mit Schwertern[1]
- Friedrich-August-Kreuz II. und I. Klasse[1]
- Wehrmacht-Dienstauszeichnung IV. bis I. Klasse
- Spange zum Eisernen Kreuz II. und I. Klasse
- Militärorden Michael der Tapfere III. Klasse
- Ritterkreuz des Eisernen Kreuzes mit Eichenlaub[2]
  - Ritterkreuz am 3. Juni 1940
  - Eichenlaub am 10. August 1942 (111. Verleihung)